# Ferrovia Firenze-Roma (direttissima)
La ferrovia Direttissima Firenze-Roma è una linea ferroviaria a doppio binario fra Roma (bivio di Settebagni) e Firenze (bivio di Rovezzano).
È stata la prima linea veloce realizzata in Europa, inaugurata nel tratto Roma-Città della Pieve il 24 febbraio 1977. Fu completata il 26 maggio 1992, rendendo possibile il collegamento tra le due città con un tempo di percorrenza di 1 ora e 35 minuti.
La linea, facente parte dell'"Asse ferroviario 1" della Rete ferroviaria convenzionale trans-europea TEN-T, è in costante adeguamento ai nuovi standard AV/AC da parte di Rete Ferroviaria Italiana. È attualmente elettrificata in corrente continua a 3 kV e attrezzata con ERTMS/ETCS L2 dal PM Rovezzano al 1° Bivio Orvieto sud e SCMT con RSC a 9 codici dal 1° Bivio Orvieto sud a Settebagni.

## Storia
| Tratto                   | Attivazione       | Attivazione |
| ------------------------ | ----------------- | ----------- |
| Città della Pieve-Roma   | 24 febbraio 1977  |             |
| Arezzo-Città della Pieve | 29 settembre 1985 |             |
| Firenze-Valdarno         | 30 maggio 1986    |             |
| Valdarno-Arezzo          | 26 maggio 1992    |             |
| Manuale                  |                   |             |

Come gran parte delle linee ferrate dell'Italia postunitaria, anche il tracciato di 315 km tra Roma e Firenze, essendo retaggio dell'unione di linee progettate da enti diversi e con scopi diversi, risultava lento e tortuoso. Il problema di rettificare le anse, le curve e le contro-curve, per rendere il percorso più veloce e agevole si cominciò ad affrontare fin dagli anni trenta. Vi furono studi, proposte e progetti per realizzare una serie di varianti per trasformarla in una direttissima, ma vennero di fatto accantonati. Solo dopo la seconda guerra mondiale finalmente si affermò il progetto di una linea che, anziché sostituire la vecchia Roma-Firenze, si affiancasse a quella esistente, integrandosi con essa, e che fosse più rettilinea, più veloce e soprattutto più corta: 237,5 km. Il progetto fu approvato e finanziato tra l'ottobre del 1968 e i primi mesi dell'anno successivo. Come già detto, era il primo progetto di ferrovia ad alta velocità in Europa.
Il 25 giugno 1970 iniziarono i lavori del viadotto del Paglia, che è lungo 5375 m ed è costituito da 205 campate, ciascuna lunga 25 m, e da cinque campate ad arco da 50 m.
I lavori di costruzione della linea erano iniziati con una previsione di durata di cinque anni; il termine non venne rispettato e bisognò attenderne sette per vedere i primi risultati.

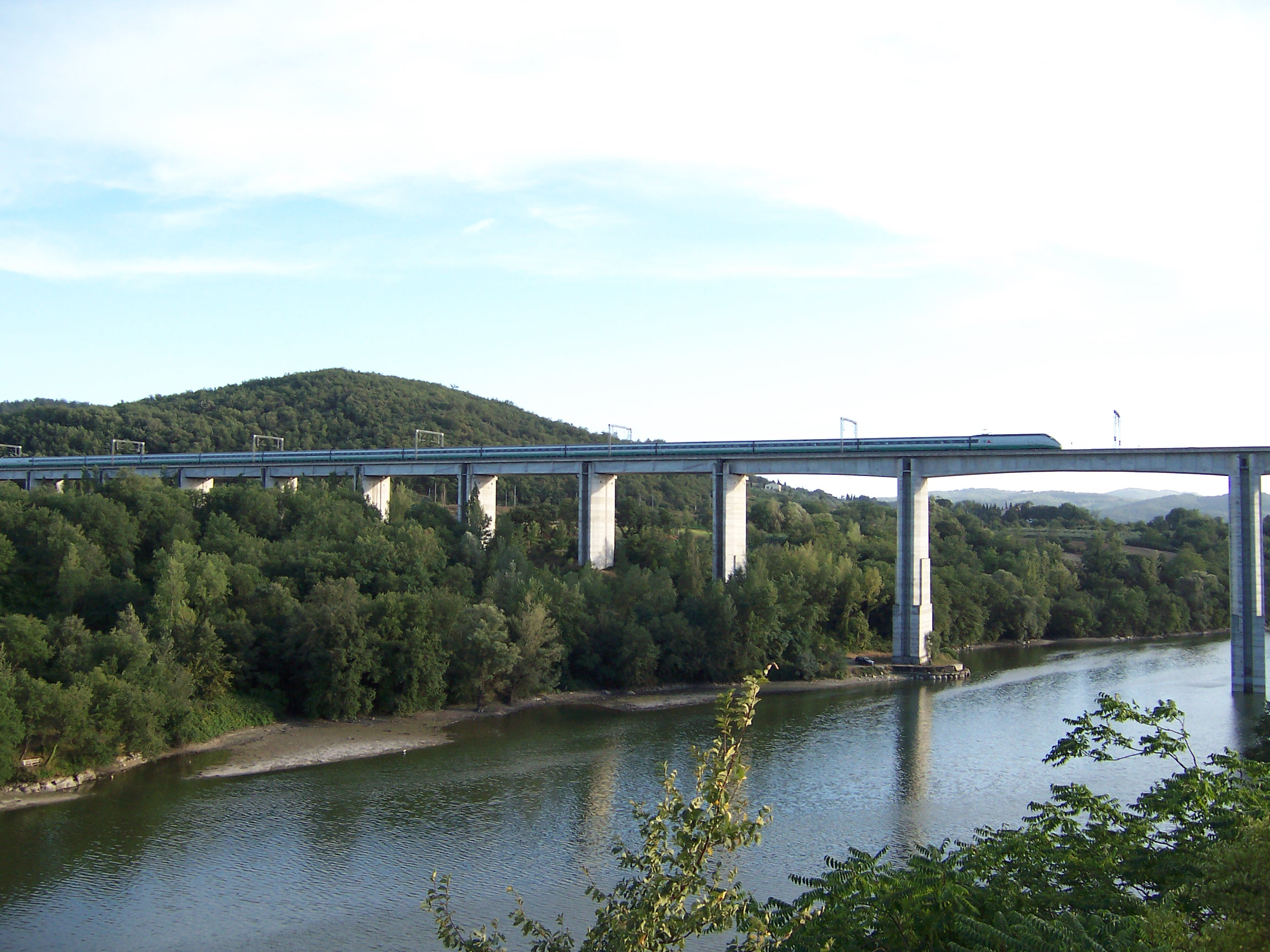
Un ponte della linea nei pressi di Arezzo

Alla fine del 1973, a Firenze, l'UIC presentava il Piano Direttore Ferroviario Europeo che comprendeva anche la costruenda Direttissima; i partecipanti per l'occasione furono spettatori della messa in opera dell'ultima campata del viadotto del Paglia. Nel mese di novembre 1976 i lavori della Direttissima furono oggetto di studio da parte di una delegazione di tecnici delle Ferrovie francesi interessati allo sviluppo di linee ad alta velocità.
Il 24 febbraio 1977 fu una data storica; il primo tratto della direttissima, da Roma Termini a Città della Pieve, di 138 km, veniva inaugurato ufficialmente. Era una tappa fondamentale della storia delle Ferrovie italiane, prime in Europa ad avere una linea ad alta velocità, ma sarebbe stata presto dimenticata a causa dei successivi rallentamenti dei lavori imposti da mille ostacoli soprattutto di natura politica. L'inaugurazione ufficiale avvenne con un treno composto da locomotori E.444 in abbinamento a carrozze Gran Confort.
Bisognerà attendere il 29 settembre 1985 per i 51 km della tratta Città della Pieve-Arezzo, il 30 maggio 1986 per i 20 km della Valdarno-Firenze e infine il 26 maggio 1992 per i 44 km tra Arezzo e Valdarno. L'entrata in funzione della linea ha da allora migliorato le comunicazioni nord-sud e di tutta la rete italiana permettendo per la prima volta il collegamento Milano-Roma in 3 ore e 58 minuti con l'ETR.450.
Il 28 dicembre 2020 è entrato in servizio sulla Direttissima, nel tratto di linea PM Rovezzano-1° Bivio Arezzo sud, il sistema europeo ERTMS/ETCS di Livello 2 già presente sulle linee AV italiane, oltre alla dismissione dei PC Renacci e Ascione.
Il 28 dicembre 2022 è stato esteso il sistema ETCS di Livello 2 anche nel tratto di linea 1° Bivio Arezzo sud-1° Bivio Orvieto sud, è quindi avvenuta la dismissione del regime di circolazione con Ripetizione Segnali Continua ed SCMT, oltre alla dismissione del PC Montallese e del PC Allerona.
Rimane da completare il sistema ETCS di Livello 2 nell'ultimo tratto di linea 1° Bivio Orvieto sud-Settebagni.

## Caratteristiche
|  | Continuation backward |

|  |  | Unknown route-map component "ABZg+l" | Unknown route-map component "CONTfq" |

|  |  | Unknown route-map component "exLKRWl" + Straight track | Unknown route-map component "exLKRW+r" |

|  | Unknown route-map component "CONTgq" | Junction both to and from right | Unknown route-map component "extSTRa" |

|  |  | Station on track | Unknown route-map component "extSTR" |

| (2+767) |
| 4+840   |

| Unknown route-map component "extSTR+l" | Unknown route-map component "extSTRq" | Unknown route-map component "eKRZt" | Unknown route-map component "extSTRr" |

| Unknown route-map component "extBHF" |  | Straight track |  |

| Unknown route-map component "extSTR" | Head station | Straight track |  |

| (0+000) |
| 4+077   |

| Unknown route-map component "extSTR" | Unknown route-map component "ABZgl" | Unknown route-map component "ABZgr" |  |

| Unknown route-map component "ucCONTgq" | Unknown route-map component "extSTR" + Urban transverse track | Unknown route-map component "mKRZo" | Unknown route-map component "mTBHFo" | Unknown route-map component "uCONTfq" | Unknown route-map component "c" |

| Unknown route-map component "extSTR" | Unknown route-map component "KRWgl" | Unknown route-map component "KRWg+r" |  |

| Unknown route-map component "extSTR" | Unknown route-map component "ABZgl" | Unknown route-map component "KRZu+l" | Unknown route-map component "dCONTfq" | Unknown route-map component "d" |

| Unknown route-map component "extSTRl" | Unknown route-map component "eKRZt" | Unknown route-map component "eKRZt" | Unknown route-map component "extSTR+r" |

|  | Unknown route-map component "BS2l" | Unknown route-map component "BS2r" + Unknown route-map component "extBS2c2" | Unknown route-map component "extBS2r" |

|  | Station on track | Unknown route-map component "extSTRe" |

| 0+000   |
| 257+069 |

|  | Unknown route-map component "exLKRW+l" + Straight track | Unknown route-map component "exLKRWr" |

| Stop on track |

| Unknown route-map component "BS2+l" | Unknown route-map component "BS2+r" |

| Unknown route-map component "vSHI1+l-STR+l" | Unknown route-map component "ABZgr" |

| Unknown route-map component "vÜSTol" | Straight track |

| Unknown route-map component "d" | Unknown route-map component "vSHI1l-STRl" | Unknown route-map component "ABZql" | Unknown route-map component "dCONTfq" |

| Unknown route-map component "BS2l" | Unknown route-map component "BS2c3" |

| Small bridge over water |

| Unknown route-map component "tSTRa" |

| Unknown route-map component "tSTR+GRZq" |

| Unknown route-map component "tSTRe" |

| Track change |

| Unknown route-map component "CONTgq" | Unknown route-map component "KRZo" | Unknown route-map component "CONTfq" |

| Small bridge over water |

| Unknown route-map component "CONTgq" | Unknown route-map component "ABZgr" |  |

| Unknown route-map component "SKRZ-Ao" |

| Unknown route-map component "eÜST" |

| Unknown route-map component "tSTRa" |

| Unknown route-map component "tCONTgq" | Unknown route-map component "tABZg+r" |  |

| Unknown route-map component "tSTRe@g" |

| Unknown route-map component "eÜST" |

| Small bridge over water |

| Unknown route-map component "CONTgq" | Unknown route-map component "KRZo" | Unknown route-map component "CONTfq" |

|  | Unknown route-map component "ABZgl" | Unknown route-map component "CONTfq" |

|  | Unknown route-map component "ABZg+l" | Unknown route-map component "CONTfq" |

| Track change |

| Unknown route-map component "eÜST" |

| Unknown route-map component "BS2+l" | Unknown route-map component "BS2+r" |

| Unknown route-map component "dCONTgq" | Unknown route-map component "ABZg+r" | Straight track | Unknown route-map component "d" |

| Non-passenger station/depot on track | Straight track |

| Unknown route-map component "STR2u" | Unknown route-map component "STR3" |

| Unknown route-map component "STR+1" | Unknown route-map component "STR+4u" |

| Unknown route-map component "d" | Straight track | Unknown route-map component "ABZg+l" | Unknown route-map component "dCONTfq" |

| Enter and exit tunnel | Station on track |

| Unknown route-map component "STR+GRZq" | Unknown route-map component "STR+GRZq" |

| Straight track | Non-passenger station/depot on track |

| Unknown route-map component "d" | Straight track | Unknown route-map component "ABZgl" | Unknown route-map component "dCONTfq" |

| Unknown route-map component "BS2l" | Unknown route-map component "BS2r" |

| Unknown route-map component "SKRZ-Ao" |

| Unknown route-map component "tSTRa" |

| Unknown route-map component "tSTRe" |

| Unknown route-map component "CONTgq" | Unknown route-map component "KRZu" | Unknown route-map component "CONTfq" |

| Unknown route-map component "eÜST" |

| Unknown route-map component "CONTgq" | Unknown route-map component "KRZu" | Unknown route-map component "CONTfq" |

| Small bridge over water |

| Unknown route-map component "CONTgq" | Unknown route-map component "KRZor" | Unknown route-map component "CONTfq" |

| Unknown route-map component "STR+GRZq" |

| Unknown route-map component "CONTgq" | Unknown route-map component "KRZo+r" | Unknown route-map component "CONTfq" |

| Unknown route-map component "tSTRa" |

| Unknown route-map component "tSTR+GRZq" |

| Unknown route-map component "tSTRe" |

| Track change |

| Unknown route-map component "CONTgq" | Unknown route-map component "KRZu" | Unknown route-map component "CONTfq" |

| Small bridge over water + Unknown route-map component "GRZq" |

| Small bridge over water + Unknown route-map component "GRZq" |

|  | Unknown route-map component "ABZgl" | Unknown route-map component "CONTfq" |

| Unknown route-map component "tSTRa" |

|  | Unknown route-map component "tABZg+l" | Unknown route-map component "tCONTfq" |

| Continuation backward | Unknown route-map component "tSTRe" |  |

| Unknown route-map component "HSTeBHF" | Track change |  |

| Unknown route-map component "eKRWg+l" | Unknown route-map component "eKRWgr" |  |

| One way leftward | Unknown route-map component "KRZo" | Unknown route-map component "CONTfq" |

| Small bridge over water |

| Unknown route-map component "CONTgq" | Unknown route-map component "KRZu" | Unknown route-map component "CONTfq" |

| Unknown route-map component "eDST" |

| Enter and exit tunnel |

| Enter and exit tunnel |

| Track change |

| Small bridge over water |

| Unknown route-map component "STRc2" | Unknown route-map component "STR3" |  |

| Unknown route-map component "STR+1" | Unknown route-map component "STR+l" + Unknown route-map component "STRc4" | Unknown route-map component "CONTfq" |

| Unknown route-map component "HST-L" | Unknown route-map component "HST-R" |  |

| Unknown route-map component "KRWgl+l" | Unknown route-map component "KRWgr+r" |  |

| Unknown route-map component "SKRZ-Au" | Unknown route-map component "SKRZ-Au" |  |

| Straight track | Stop on track |  |

| Straight track | Unknown route-map component "ABZg2" | Unknown route-map component "STRc3" |

| Straight track | Non-passenger station/depot on track + Unknown route-map component "STRc1" | Unknown route-map component "STR+4" |

| Straight track | Straight track | Stop on track |

| Straight track | Unknown route-map component "KRWgl+lo" | Unknown route-map component "KRWgro+r" |

| 9+797 |
| 9+823 |

| Unknown route-map component "dWASSERq" | Unknown route-map component "dWBRÜCKE" | Unknown route-map component "dWASSERq" | Unknown route-map component "dWBRÜCKE" | Unknown route-map component "dWASSER+r" | Unknown route-map component "dSTR" | Unknown route-map component "d" |

| Unknown route-map component "dSTR2" | Unknown route-map component "dSTRc23" | Unknown route-map component "dSTR3" | Unknown route-map component "dWASSER" | Unknown route-map component "dHST" |

| Unknown route-map component "d" | Unknown route-map component "d-STR+1" + Unknown route-map component "dSTRc1" | Unknown route-map component "dKRXu-" | Unknown route-map component "d-STR+4" + Unknown route-map component "dSTRc4" | Unknown route-map component "dWASSERl" | Unknown route-map component "dWBRÜCKE" | Unknown route-map component "dWASSERq" |

| Stop on track | Straight track | Small non-passenger station on track |

|  | Unknown route-map component "KRWg+l" | Unknown route-map component "KRWglr" | Unknown route-map component "KRWgl+r" | Unknown route-map component "KRW+r" |

|  | Unknown route-map component "BHF-L" | Unknown route-map component "BHF-M" | Unknown route-map component "BHF-M" | Unknown route-map component "BHF-R" |

| Unknown route-map component "exSTRc2" | Unknown route-map component "ABZg2x3" | Unknown route-map component "ABZgt2a" + Unknown route-map component "STRc3" | Straight track + Unknown route-map component "tSTRc3" | Straight track |

| Unknown route-map component "c" | Unknown route-map component "exSTR+1" | Unknown route-map component "STR+c1" + Unknown route-map component "exSTRc4" | Unknown route-map component "ABZg+4" + Unknown route-map component "tSTRc1" | Unknown route-map component "tSTRl+4" + Straight track | Unknown route-map component "ABZql+l" + Unknown route-map component "PORTALr" | Unknown route-map component "cCONTfq" |

| Unknown route-map component "exSTR" | Unknown route-map component "KRWl+lo" | Unknown route-map component "exKRW+l" + Unknown route-map component "KRWro+r" | Unknown route-map component "eKRWgr" + Unknown route-map component "PORTALf" | Unknown route-map component "kSTR3" |

| Unknown route-map component "ENDExa" | Unknown route-map component "ABZg+l" | Unknown route-map component "tSTRa@g" + Transverse track | Unknown route-map component "tSTR" + Unknown route-map component "kSTRr+1" | Unknown route-map component "kSTRc4" |

| Unknown route-map component "c" | Unknown route-map component "ABZgl" | Unknown route-map component "KRZo+l" | Unknown route-map component "tSTRe@f" + Transverse track | Unknown route-map component "tSTRe@f" + Transverse track | Unknown route-map component "YRDq" | Unknown route-map component "cENDEeq" |

| Unknown route-map component "YRDa" | Straight track | Unknown route-map component "eHST" + Unknown route-map component "lCSTR(r)" | Unknown route-map component "CSTR(l)" |  |

| Unknown route-map component "YRDe" + Unknown route-map component "STRc2" | Unknown route-map component "STR3" | Unknown route-map component "KRWgl" + Unknown route-map component "lCSTR(r)" | Unknown route-map component "KRWg+r" + Unknown route-map component "lCSTR(l)" |  |

| Unknown route-map component "c" | Unknown route-map component "ABZg+1" + Unknown route-map component "ABZg+l" | Unknown route-map component "STRc4" + Unknown route-map component "kABZq2" | Enter and exit tunnel + Unknown route-map component "kSTRc3" + Transverse track | Enter and exit tunnel + Transverse track | Unknown route-map component "SHI4g+rq" | Unknown route-map component "cCONTfq" |

| Unknown route-map component "hSTRa" |  | Unknown route-map component "kABZg+4" | Unknown route-map component "ABZl+l" | Unknown route-map component "SHI4lq" |

| Unknown route-map component "hSTRe" |  | Unknown route-map component "CONT2+g" | Unknown route-map component "CONT2+g" |  |

| End station | Unknown route-map component "b" | Unknown route-map component "b" |

La linea ha un tracciato pressoché rettilineo, presenta la totale assenza di passaggi a livello e intersezioni di alcun tipo eccetto nei posti di servizio dedicati, con interbinario di 4 m per neutralizzare gli effetti dinamici dei treni in fase di incrocio in linea. La pendenza massima è di 8‰ ed è attrezzata, per la protezione dei treni, con SCMT ed ETCS L2 per il distanziamento.
Il raggio di curvatura minimo è pari a 3000 m. Doppie comunicazioni tra i binari ogni 16,2 km consentono di utilizzare indifferentemente l'uno o l'altro binario in ambedue i sensi di marcia, o la circolazione su un solo binario in caso di necessità.
La Direttissima è a doppio binario banalizzato, armata da rotaie Vignoles UNI 60 E 1 saldate elettricamente, con traverse in cemento armato precompresso da 230 cm distanziate ogni 60 cm e munite di attacchi elastici Pandrol. Le interconnessioni ferroviarie tra i quattro binari del sistema sono realizzate mediante scavalcamenti senza interferenze tra gli itinerari sulla Direttissima. I deviatoi delle interconnessioni possono essere impegnati sul ramo deviato fino a 100 km/h.
Fino agli anni duemila esistevano fino a 15 posti di comunicazione posti lungo la linea. Configurando in questo modo la possibilità di "spostare" un convoglio, dal binario di destra a quello di sinistra o viceversa, nel caso di un'interruzione su un binario oppure per lo svolgimento di un sorpasso fra treni (attivazione per un tratto, grazie alla banalizzazione, della marcia parallela unidirezionale), senza doversi necessariamente servire degli impianti d'interconnessione con la vecchia linea. Per rendere più agevole lo scambio del binario e per ridurre al minimo i perditempi di orario, sono stati anche approntati, per tali impianti, degli appositi deviatoi con raggio di curvatura notevole che permettessero di impegnare il ramo deviato fino a 160 km/h. Il loro utilizzo è stato tuttavia pressoché nullo e pochi anni dopo la posa, quasi tutti i posti di comunicazione sono stati soppressi. La sempre più accentuata standardizzazione del materiale rotabile inoltrato sulla Direttissima Firenze-Roma ha reso l'opzione della "precedenza dinamica" in piena linea sostanzialmente inutile per la miglior efficienza della circolazione (il tratto da Rovezzano a Settebagni non presenta più alcun collegamento diretto fra i due binari di corsa). Mentre si è consolidato l'uso di chiudere interamente al traffico il tratto compreso fra due interconnessioni in occasione di lavori che interessino uno oppure entrambi i binari.
La sagoma limite è di 3,40 m per 6,57 m. È presente anche la recinzione ininterrotta dei tratti di sede in rilevato ed in trincea.
L'alimentazione primaria è assicurata da una linea elettrica a 130 kV a cui si collegano gli impianti con le sottostazioni elettriche di trasformazione e conversione ogni 16 km circa, assicurando una tensione in grado di sostenere un traffico di treni veloci a distanza reciproca di 10 km. Tutte le sottostazioni elettriche sono telecomandate e telecontrollate. Per il sostegno della linea aerea di contatto è stata studiata una nuova struttura a portale al posto delle tradizionali palificazioni allo scopo di ridurre le oscillazioni della linea aerea determinate dal passaggio dei treni ad alta velocità.

### Percorso
La Direttissima (DD) nasce come quadruplicamento tecnologicamente avanzato della linea preesistente; pertanto, insieme a quest'ultima, forma un unico sistema a 4 binari gestito unitariamente per consentire una maggiore potenzialità ed elasticità di esercizio. Tra la DD e la linea lenta (LL) esistono dieci interconnessioni, i cui punti di origine e di termine sono noti come bivi. In particolare, ogni bivio sulla direttissima è denominato primo, mentre il corrispondente sulla linea lenta è chiamato secondo: l'identificazione di ogni bivio è completata con il nome dell'interconnessione cui appartiene.
La velocità massima di progetto è di 250 km/h (300 km/h per il tronco Chiusi-Rovezzano). Quella d'esercizio è di 250 km/h, mentre era previsto l'aumento a 275 km/h entro il 2017 per il tronco Arezzo-Rovezzano (non più effettuato). La velocità critica, dipendente dal tracciato e dagli impianti di trazione elettrica, in funzione dei prevedibili progressi tecnologici, è stimata in 445 km/h.
Dal 24 maggio 2009 è collegata direttamente alla linea ad alta velocità Roma-Napoli tramite un'interconnessione a doppio binario banalizzato attrezzata con BAcc, dalla progressiva chilometrica 3+149 tra le stazioni di Tiburtina e Prenestina.

### Gallerie principali
- Galleria San Donato, 10 954 m
- Galleria Orte, 9 317 m
- Galleria Castiglione, 7 390 m
- Galleria Sant'Oreste, 5 710 m
- Galleria Fabro, 3 284 m
- Galleria Monte Cellarino, 3 176 m

### Sicurezza e segnalamento
La regolarità della circolazione sul sistema composto dalle linee Direttissima e Lenta è affidata ad un unico posto centrale con le stazioni della nuova linea destinate solo a operazioni tecniche di circolazione. Tutti i posti di esercizio hanno Apparati Centrali Elettrici ad Itinerari. Il blocco automatico del tipo a circuiti di binario a correnti codificate consente la ripetizione continua dei segnali in locomotiva. Le informazioni di segnalamento fornite a bordo della locomotiva, unitamente a un dispositivo per il controllo continuo della velocità, rendono possibile la circolazione dei treni ad alta velocità che richiedono, ai fini della sicurezza, distanze di frenatura dell'ordine di 5400 metri.
Tutti gli apparati dei posti di esercizio sono telecomandati dal posto centrale che regola la circolazione, integrato da dispositivi di individuazione della posizione dei treni. La rete telefonica permette il collegamento dei posti di servizio e dei posti di linea, tra loro e con i posti centrali di dirigenza dell'esercizio. Tutti i posti di servizio sono dotati di illuminazione e nelle gallerie sono installate lampade alternate sui due lati ogni 250 metri. Per aumentare il livello di sicurezza sono stati installati lungo la linea nove posti rilevatori di temperatura boccole dei rotabili che agiscono sul sistema di segnalamento in modo da disporre a via impedita i segnali per bloccare il treno in avaria.
La linea originaria, inizialmente omologata per velocità di 180 km/h, era frequentata dai Settebello oltre che da alcuni rapidi e dai convogli Trans Europ Express. In seguito vi furono instradati alcuni espressi a lunga percorrenza. Nel 1985 la linea venne omologata per i 200 km/h e nel 1988 iniziarono a percorrerla gli ETR.450, seguiti poi dai primi ETR 500. Oggi la linea viene percorsa da qualsiasi tipo di treno.
Gli elettrotreni raggiungono una velocità di esercizio di 250 km/h. Sulla Direttissima gli ETR 500 prototipo nel 1989 hanno conseguito, in regime di circolazione speciale, i record di velocità in territorio italiano di 317 km/h e di 321 km/h, con alimentazione a 3000 V CC. Sono state fatte sperimentazioni orientate a elevare la velocità di esercizio fino a 275 km/h, ma senza riportare esiti soddisfacenti.
Il 28 dicembre 2020 è stata attivata la prima tratta di Direttissima attrezzata esclusivamente con l’ERTMS, ovvero dal Posto di Movimento Rovezzano al 1° Bivio Arezzo Sud (con una lunghezza di 65 km circa). Successivamente, si è proceduto ad attivare il tratto che va dal 1° Bivio Arezzo Sud al 1° Bivio Orvieto Sud (28 dicembre 2022) e infine si prevede di concludere la riconversione dell’intera linea (lunga 275 km) con l’attivazione del tratto 1° Bivio Orvieto Sud-Settebagni.
La linea Direttissima Firenze-Roma è dotata dei seguenti punti di interconnessione con la linea lenta:
- Rovezzano
- Valdarno Nord
- Valdarno Sud
- Arezzo Nord
- Arezzo Sud
- Chiusi Nord
- Chiusi Sud
- Orvieto Nord
- Orvieto Sud
- Orte Nord
- Orte Sud
- Settebagni